# Tipula (Vestiplex) opilionimorpha opilionimorpha
Tipula (Vestiplex) opilionimorpha opilionimorpha is een ondersoort van de tweevleugelige Tipula (Vestiplex) opilionimorpha uit de familie langpootmuggen (Tipulidae). De ondersoort komt voor in het Palearctisch gebied.